# Stanislao di Cracovia
Stanislao di Cracovia, in Polonia conosciuto come Stanisław ze Szczepanowa (Szczepanów, 26 luglio 1030 – Cracovia, 11 aprile 1079), è stato un vescovo cattolico polacco, a capo della diocesi di Cracovia dal 1072 fino alla sua morte. Venne fatto assassinare da Boleslao II di Polonia nel 1079. È stato proclamato santo e martire da papa Innocenzo IV nel 1253.

## Biografia
Nacque nei pressi di Cracovia dai nobili Belislao e Bogna: avviato alla carriera ecclesiastica, studiò presso la scuola della cattedrale di Gniezno (sede primaziale della Polonia) e, secondo una Vita tarda, a Parigi.
Fu ordinato presbitero dall'arcivescovo di Cracovia Lamberto Zula, che gli affidò la comunità di Czembocz, dove si guadagnò la fama di pastore onesto e zelante, e lo nominò poi canonico del capitolo metropolitano, predicatore della cattedrale e vicario diocesano generale. Nel 1072, alla morte dello Zula, Stanislao venne designato quale suo successore, ma accettò l'elezione solo dopo la richiesta di papa Alessandro II.
Entrato in aperto contrasto con il re Boleslao II l'Ardito (secondo gli Acta perché ne aveva pubblicamente denunciato la vita dissoluta), venne fatto assassinare dal sovrano mentre celebrava la messa nella chiesa di San Michele: il suo corpo, mutilato e dato in pasto ai cani dagli emissari di Boleslao, venne recuperato dai canonici, sepolto in San Michele e poi traslato nella cattedrale del Wawel di Cracovia (1088).

## Il culto
Venne solennemente canonizzato ad Assisi da papa Innocenzo IV il 17 settembre 1253: è patrono principale della Polonia e il suo culto è particolarmente vivo anche in Lituania, Bielorussia, Ucraina e negli Stati Uniti.
Memoria liturgica l'11 aprile, in Polonia solennità l'8 maggio mentre la messa tridentina lo ricorda il 7 maggio.